# Hard Justice (2009)
Hard Justice est un Pay-per-view de catch organisé par la Total Nonstop Action Wrestling qui s'est déroulé le 16 août 2009 à Orlando en Floride.

## Contexte
Les spectacles de la Total Nonstop Action Wrestling en paiement à la séance sont constitués de matchs aux résultats prédéterminés par les scénaristes de la TNA. Ces rencontres sont justifiées par des storylines - une rivalité avec un catcheur, la plupart du temps - ou par des qualifications survenues dans les émissions de la TNA telles que TNA Xplosion et TNA Impact!. Tous les catcheurs possèdent un gimmick, c'est-à-dire qu'ils incarnent un personnage face (gentil), heel (méchant) ou tweener (neutre, apprécié du public), qui évolue au fil des rencontres. Un pay-per-view comme Hard Justice est donc un évènement tournant pour les différentes storylines en cours.

### Résultats
| # | Matches | Stipulations | Temps |
| - | --- | --- | ----- |
| 1 | Daniels bat Suicide, Chris Sabin, Amazing Red, Alex Shelley, Jay Lethal, Consequences Creed et D'Angelo Dinero      | Match de cage en acier pour être le prétendant n°1 au TNA X Division Championship                                    | 16:33 |
| 2 | Abyss bat Jethro Holliday (avec Dr. Stevie)                                                                         | $50,000 Bounty Challenge; Si Holliday aurait gagné, il aurait réclamé la prime 50 000 $ sur Abyss.                   | 8:49  |
| 3 | Hernandez bat Rob Terry (avec Brutus Magnus et Doug Williams)                                                       | Match simple pour Hernandez's pour avoir la mallette et avoir la chance pour être TNA World Heavyweight Championship | 0:09  |
| 4 | The British Invasion (Brutus Magnus et Doug Williams) (c) battent Beer Money, Inc. (Robert Roode et James Storm)    | Tag Team match pour le IWGP Tag Team Championship                                                                    | 8:45  |
| 5 | ODB et Cody Deaner battent The Beautiful People (Angelina Love (c) êt Velvet Sky) (avec Madison Rayne)              | Tag Team match pour le TNA Women's Knockout Championship                                                             | 7:26  |
| 6 | Samoa Joe (avec Taz) bat Homicide (c)                                                                               | Match simple pour le TNA X Division Championship                                                                     | 8:56  |
| 7 | The Main Event Mafia (Booker T et Scott Steiner) (c) (avec Sharmell) battent Team 3D (Brother Ray et Brother Devon) | Falls Count Anywhere match for the TNA World Tag Team Championship                                                   | 13:08 |
| 8 | Kevin Nash bat Mick Foley (c)                                                                                       | Match simple pour le TNA Legends Championship                                                                        | 10:38 |
| 9 | Kurt Angle (c) bat Sting et Matt Morgan                                                                             | 3-Way match pour le TNA World Heavyweight Championship                                                               | 11:22 |